# Saku Ylätupa
Saku Ylätupa (* 4. August 1999 in Espoo) ist ein finnischer Fußballspieler, der seit Januar 2022 beim schwedischen Erstligisten GIF Sundsvall unter Vertrag steht. Er ist seit Januar 2019 finnischer Nationalspieler.

## Karriere

### Verein
Ylätupa wechselte 2014 in die Jugendakademie des Rekordmeisters HJK Helsinki, nachdem er zuvor beim FC Espoo und dessen Farmteam Leppävaara Ball ausgebildet wurde. In der Saison 2015 spielte er erstmals für die zweite Mannschaft HJKs, den Klubi 04, in der drittklassigen Kakkonen. Sein Debüt für diese gab er am 9. Mai 2015 beim 2:0-Heimsieg gegen JIPPO Joensuu. Bereits in seinem dritten Einsatz am 4. Juli gegen den FC Kiffen 08 traf der erst 16-jährige Ylätupa beim 6:0-Auswärtssieg doppelt. Am Ende der Saison 2015 hatte er fünf Tore in 14 Einsätzen erzielt. In der folgenden Spielzeit kam er in den Pokalwettbewerben für die erste Mannschaft zum Einsatz. Beim 5:1-Auswärtssieg gegen den AC Kajaani erzielte er außerdem einen Treffer. Hauptsächlich kam er jedoch wieder für die Reservemannschaft zu Spielzeit, wo er in 16 Spielen 12 Treffer erzielte, darunter ein Hattrick beim 4:1-Heimsieg gegen den FC Kontu.
Für die Saison 2017 wurde Ylätupa an den Erstligisten Rovaniemi PS verliehen. Bereits in seinem zweiten Ligaeinsatz schnürte er bei der 2:4-Heimniederlage gegen Vaasan Palloseura einen Doppelpack. In 20 weiteren Einsätzen kam wettbewerbsübergreifend jedoch nur ein weiterer Treffer hinzu.
Am 21. Juli 2017 wechselte Saku Ylätupa zum niederländischen Ehrendivisionär Ajax Amsterdam, wo er einen Dreijahresvertrag unterzeichnete. Dort war er in seiner ersten Saison 2017/18 in der U-19-Mannschaft eingeplant, wo er in 30 Spielen sechs Tore erzielte. Seine zweite Spielzeit 2018/19 verbrachte er bei der Reservemannschaft Jong Ajax in der Keuken Kampioen Divisie, wo er bis zu seinem Wechsel jedoch nur zu vier Einsätzen und einem Torerfolg kam.
Am 29. Januar 2019 wechselte er zum schwedischen Erstligisten AIK Solna. Dort kam er in der Saison 2019 nur in sechs Spielen zum Einsatz. Nachdem er sich auch im darauffolgenden Spieljahr 2020 nicht durchsetzen konnte, wechselte er im September 2020 auf Leihbasis bis zum Jahresende zum IFK Mariehamn. Dort machte er insgesamt acht Ligaspiele, in denen ihm aber nur eine Vorarbeit gelang. In der Saison 2021 kam Ylätupa bei AIK zu 11 Einsätzen, in denen ihm ein Tor und vier Vorlagen gelangen. Am 10. Januar 2022 gab GIF Sundsvall die Verpflichtung des jungen Finnen für drei Jahre bekannt.

### Nationalmannschaft
Ylätupa repräsentierte sein Heimatland in diversen Junioren-Nationalmannschaften, beginnend mit der U-17. Am 8. Januar 2019 gab er sein Debüt für die A-Auswahl, als er im Freundschaftsspiel gegen Schweden in der 68. Spielminute für Lassi Lappalainen eingewechselt wurde.

## Erfolge
- Finnischer Pokalsieger: 2017